# Chammal
Pour l’article ayant un titre homophone, voir Shamal.
Pour l’article homonyme, voir Opération Chammal.
Le Chammal, ou Shamal (arabe : شمال, littéralement « nord »), est un vent de nord-ouest soufflant sur l'Irak et le golfe Persique (y compris l'Arabie saoudite et le Koweït) qui est à son plus fort les après-midi d'été et diminue avec la nuit. Il souffle aussi les matins d'été, mais beaucoup moins fort. Le chammal souffle d'une à plusieurs fois par an, surtout en été, mais parfois aussi en hiver. Ce vent provoque de violentes tempêtes de sable qui touchent l'Irak, le vent provenant de Jordanie et de Syrie. Chammal vient d'un nom masculin arabe qui signifie « nord ».

## Climatologie
Le chammal est le résultat de forts vents de nord–ouest qui s'engouffrent dans le Golfe Persique à travers les montagnes de Turquie et d'Irak au nord–est et par les plaines d'Arabie saoudite au sud–ouest. Bien qu'on puisse observer le chammal à toutes les époques de l'année, les vents sont les plus violents au printemps et en été. Au cours de cette période de l'année le courant–jet polaire se déplace vers le sud jusqu'à s'approcher du jet subtropical. La proximité des deux courants–jets engendre des fronts froids très forts, mais souvent secs, ce qui crée le chammal. Les vents violents du chammal se forment en avant et en arrière du front. L'Irak est le siège de tempêtes de poussières violentes entre 20 et 50 jours par an.
Traditionnellement le premier chammal important observé aux alentours du 25 mai est appelé l’Al-Haffar ou driller (foreur) car il « fore » de très importantes dépressions dans les Dunes du désert. Le second, vers le début du mois de juin, coïncide avec l'étoile du berger, Thorayya (Pléiades), et est appelé Barih Thorayya. Pendant ce temps où le vent est le plus violent les pécheurs restent au port car une ancienne croyance veut que ce vent dévore les bateaux. Vers la fin du mois de juin, vient le temps du dernier chammal connu sous le nom d’Al-Dabaran. Il est violent et dure plusieurs jours. Les habitants gardent les portes et les fenêtres bien fermées car ce vent emporte avec lui de très fines particules de poussière qui pénètrent partout.

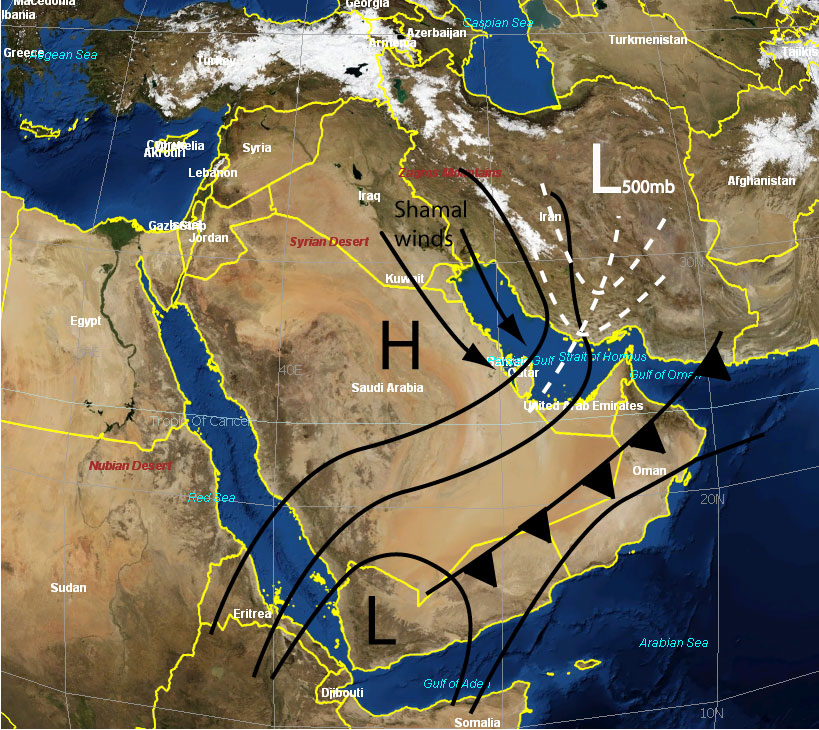
Conditions synoptiques conduisant à un chammal de 3 à 5 jours.

## Conditions synoptiques

### Chammal d'été
Lorsqu'une tempête passe avec un fort front froid au-dessus des montagnes de Turquie, la partie frontale d'une masse d'air relativement froid projette vers le haut de la poussière et du sable et les conserve en suspension. Pendant ce temps la température à basse altitude reste stationnaire au-dessus de 42 °C (degrés Celsius). En Iran où les tempêtes d'hiver peuvent apporter une neige épaisse, une couche de poussière peut se déposer sur la couche de neige.

### Chammal d'hiver
Le chammal d'hiver est associé avec une zone de haute pression se renforçant au-dessus de la péninsule après le passage d'un front froid pendant qu'un thalweg se maintient sur la partie orientale du Golfe persique. Ceci nous conduit à un violent vent du nord qui peut souffler jusqu'à cinq jours. Les chammals d'hiver sont associés à de basses températures.
Sur les zones autour du Moyen-Orient, cette variété d'hiver se rencontre surtout près de Lavan Island, Halul Island et Ras Rakan. Leur fréquence pendant l'hiver est de deux à trois fois par mois de décembre à février, et elles durent de 24 à 36 heures. Des durées de trois à cinq jours ne s'observent qu'une ou deux fois par hiver et sont accompagnées de vents extrêmement violents et de très grosses mers.

## Conséquences
En principe, les chammals durent entre trois et cinq jours. Étant donné que les tempêtes de poussière et de sable qu'ils engendrent s'étalent sur plus de mille mètres d'épaisseur, les transports aériens et terrestres sont paralysés. lorsqu'ils s'étendent sur les pièces d'eau environnantes, la pêche et la navigation deviennent également difficiles. Au cours de ces périodes plusieurs aéroports du Sud-ouest asiatique ont relevé des vents de 80 km/h (43 nœuds) capables de transporter la poussière sur de très grandes distances. L'effet de décapage par projection de sable est même capable d'arracher la peinture des voitures.

## Exemples historiques
Le 8 août 2005, une tempête remarquable due à un chammal a recouvert Bagdad de sable si bien que presque tous les magasins ont dû fermer et nombre d'activités ont été stoppées. L'hôpital Yarmuk de Bagdad a été submergé par plus de mille patients souffrant de troubles respiratoires en raison de la tempête.
Du 1er au 4 février 2008, on observe l'advection d'une importante tempête de poussière associée à un chammal sur la mer d'Arabie. La vitesse estimée de la partie frontale de la tempête de poussière est de 20 km/h et s'étend de Mogadiscio en Somalie, à Bombay en Inde. La poussière de cette tempête a eu les honneurs de la presse sportive, car elle a gêné le golfeur Tiger Woods lors du Dubai Desert Classic, un tournoi qu'il a néanmoins remporté.